# Шамраївська сільська рада (Сквирський район)
| Шамраївська сільська рада — колишній орган місцевого самоврядування у Сквирському районі Київської області з адміністративним центром у с. Шамраївка. Сільській раді підпорядковані населені пункти: - с. Шамраївка |

## Склад ради
Рада складається з 16 депутатів та голови.

### Керівний склад ради
| ПІБ                         | Основні відомості                                                               | Дата обрання | Дата звільнення |
| --------------------------- | ------------------------------------------------------------------------------- | ------------ | --------------- |
| Шейко Володимир Іванович    | Сільський голова, 1949 року народження, освіта, безпартійний                    | 26.03.2006   | 31.10.2010      |
| Левіцька Валентина Петрівна | Сільський голова, 1963 року народження, освіта вища, Громадянська партія «Пора» | 31.10.2010   |                 |

Примітка: таблиця складена за даними джерела